# 圣莱热沃邦
圣莱热沃邦（法語：Saint-Léger-Vauban，法語發音：[sɛ̃ leʒe vobɑ̃]）是法国勃艮第-弗朗什-孔泰大区约讷省的一个市镇，属于阿瓦隆区。

## 地理
圣莱热沃邦（47°23'13"N, 4°2'27"E）面积33.81 平方千米，位于法国勃艮第-弗朗什-孔泰大區约讷省，该省份为法国中北部内陆省份，西接卢瓦雷省，西北接塞纳-马恩省，南至涅夫勒省，东临科多尔省，东北与奥布省接壤。
与圣莱热沃邦接壤的市镇（或旧市镇、城区）包括：比西耶尔、圣昂德、圣日耳曼德莫代翁、圣阿尼昂、博维利耶、卡雷莱通布。

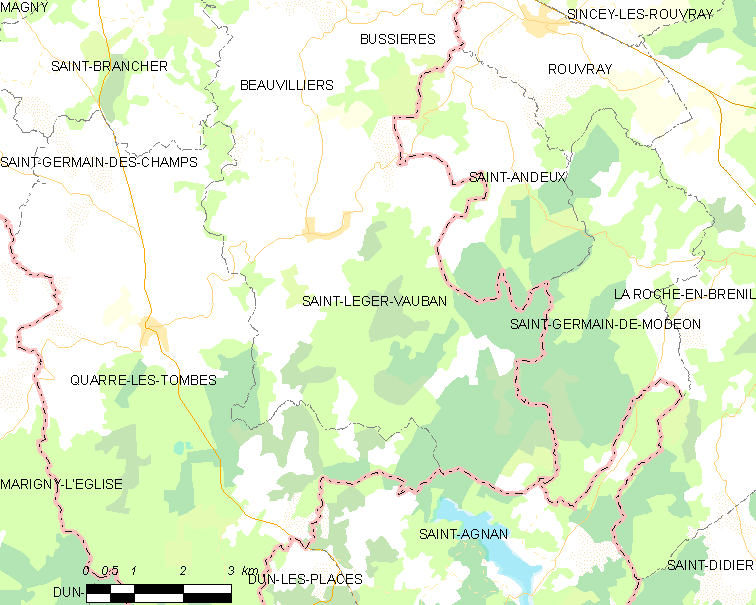
圣莱热沃邦的OSM定位图

圣莱热沃邦的时区为UTC+01:00、UTC+02:00（夏令时）。

## 行政
圣莱热沃邦的邮政编码为89630，INSEE市镇编码为89349。

## 政治
圣莱热沃邦所属的省级选区为阿瓦隆县。

## 人口

1962-2008年间圣莱热沃邦人口变化图示

圣莱热沃邦于2022年1月1日时的人口数量为358人。